# Голубки (Любинский район)
Голубки — деревня в Любинском районе Омской области. В составе Алексеевского сельского поселения.

## История
Тюкалинская Поземельно - устроительная партия. О внутринадельном размежевании.
Драгунской волости посёлок Голубковский (тот же переселенческий участок). Год образования - 1908. Общая площадь в десятинах - 5500. Ёмкость участка в душевых долях - 270. Количество домохозяев в селении - 84. Число у них водворённых или учтённых при поземельном устройстве душ мужского пола - 262. Проект развёрстывания приведён в исполнение в натуре и, кроме того, проведена жеребьёвка (к 1 сентября 1913г.).
Отдел дореволюционных фондов. Фонд 46, опись 1, ед. хранения 13, св. 1.
Казенное учреждение Омской области "Исторический архив Омской области".
Первое упоминание в церковных книгах жителей пос. Голубковского датируется 1909 годом
24.09.1909г. рождён, 25.09.1909г. крещён Сергий Никитин Кислый. Родители: Пос. Голубковского запасный рядовой Никита Леонтиев Кислый и Феодора Сергиева. Восприемники (крёстные родители): Пос. Голубковского запасный рядовой Сергий Иоаннов Рябец и крестьянская жена Феодосия Михайлова Хиль. Совершал таинство крещения Священник Иоанн Черняев и псаломщик Е. Богоявленский.
      Метрическая книга записи актов гражданского состояния. Никольская церковь села Лесковское Тюкалинского уезда. 1909г. Обл. гос. архив г. Омск. Отдел дореволюционных фондов. Фонд 16. Ед. хранения 847. Всего листов 225.
В 1928 г. деревня Голубки состояла из 132 хозяйств, основное население — украинцы. Центр Голубковского сельсовета Любинского района Омского округа Сибирского края.
Похозяйственная книга 1928 г. д. Голубки.
фонд №30, опись №1, ед. хр. №1, 116 листов.
Архивный отдел Любинского муниципального района Омской области
646160, Омская область, р.п. Любинский, улица 70 лет Октября, 3. (+7 (381-75) 2-12-13)
Список домохозяйств.
01 (03)
02 (04) Иващенко Моисей Ефимович
03 (05) Дрога Яков Ермолаевич
04 (06) Стайно Яков Сидорович
05 (07) Покидько Прокопий Петрович
06 (08) Бугай Василий Никитович
07 (09) Селюк Мефодий Фёдорович
08 (10) Иващенко Андрей Ефимович
09 (11) Скляр Иван Александрович
10 (12) Лысенко Евстафий Хрисанфович
11 (13) Мельник Афанасий Максимович
12 (14) Орисенко Серафим Иванович
13 (15) Хорушко Макар Иванович
14 (25) Орисенко Леонтий Иванович
15 (26) Симоненко Аким Денисович
16 (27) Селюк Елисей Фёдорович
17 (28) Иващенко Прокопий Ефимович
18 (29) Иващенко Николай Ефимович
19 (30) Стайно Василий Яковлевич
20 (31) Батрак Илья Ильич
21 (32) Батрак Иосиф Сергеевич
22 (33) Лысенко Аксентий Хрисанфович
23 (34) Коломиец Осий Фёдорович
24 (35) Тихоновский Севастьян Иосифович
25 (36) Мурашко Степан Семёнович
26 (37) Власенко Пётр Климентьевич
27 (38) Крячко Семён Васильевич
28 (39) Власенко Елена Михайловна
29 (40) Семак Алексей Яковлевич
30 (41) Бугай Степан Анихватьевич (Феофанович...)
31 (42) Иващенко Павел Моисеевич
32 (43) Гребенюк Илья Алексеевич
33 (44) Горобец Иван Арсениевич
34 (45) Фоменко Прокопий Павлович
35 (46) Падалко Дмитрий Елисеевич
36 (47) Мотузный Моисей Алексеевич
37 (48) Солонуха Василий Фомич
38 (49) Квач Евстафий Акимович
39 (50) Квач Пётр Акимович
40 (51) Лысенко Михаил Кузьмич
41 (52) Ольшанский Максим Никитич
42 (53) Квач Прокопий Акимович
43 (54) Лысенко Иван Кузьмич
44 (55) Квач Дмитрий Акимович
45 (56) Лысенко Григорий Кузьмич
46 (57) Покидько Яков Андреевич
47 (58) Сердюк Феофан Степанович
48 (59) Орисенко Климентий Иванович
49 (60) Сердюк Калистрат Степанович
50 (61) Лопуцко Андрей Ильич
51 (62) Ткаченко Пётр Степанович
52 (63) Тур Сергей  Анисимович
53 (64) Остапец Онисим Филонович
54 (65) Покидько Григорий Поликарпович
55 (66) Посмитный Тихон Григорьевич
56 (67) Якубовский Фома Борисович
57 (68) Прокопенко Денис Петрович
58 (69) Жарый Игнатий Трофимович
60 (72) Жарый Николай Трофимович
61 (73) Мотузная Мария Петровна
62 (74) Посмитный Григорий Акимович
63 (75) Бибик Василий Гаврилович
64 (76) Хиль Платон Иванович
65 (77) Бибик Гавриил Прохорович
66 (78) Нестеренко Пелагея Даниловна
67 (79) Хиль Денис Иванович
68 (80) Нестеренко Пётр Иванович
69 (82) Якубовский Пётр Борисович
70 (83) Замира Филипп Маркович
71 (85) Приходько Степан Леонтиевич
72 (85) Замира Яков Маркович 1й
73 (86) Рябец Сергей Иванович
74 (87) Штурко Куприян Сидорович
75 (88) Ткаченко Иван Степанович
76 (89) Кислая Федора Сергеевна
77 (90) Жарый Митрофан Аполлонович
78 (91) Захарюта Аверьян Васильевич
79 (92) Захарченко Моисей Иванович
80 (93) Рябец Поликарп Сергеевич
81 (94) Орисенко Ефим Иванович
82 (95) Черногор Сергей Корнеевич
83 (96) Скворцов Евдоким Иванович
84 (97) Жарый Тимофей Павлович
85 (98) Череп Ольга (Фролкин Сергей Яковлевич)
86 (99) Скворцов Александр Иванович
87 (100) Череп Яков Назарович
88 (101) Жарый Григорий Митрофанович
89 (102) Жарый Трофим Петрович
90 (103) Замира Яков Маркович 2й
91 (104) Жарый Семён Митрофанович (выбыл)
91 (104) Соловьёв Иван Васильевич
92 (105) Захарченко Степан Фёдорович
93 (106) Захарченко Иван Иванович
94 (107) Хорушко Фёдор Григорьевич
95 (108) Захарченко Иван Гурьевич
96 (109) Жарый Кирилл Трофимович
97 (110) Захарченко Спиридон Ермолаевич
98 (111) Осовик Прасковья Алексеевна
99 (112) Дериглазов Егор Матвеевич
100 (113) Исаченко Марк Аксентьевич
101 (114) Тихоновский Илья Емельянович
102 (115) Кривец Михаил Иванович
103 (116) Тихоновский Никита Осипович
104 (117) Сапожко Михаил Петрович
105 (118) Тихоновский Герасим Осипович (выбыл)
105 (118) Чернинок Алексей С.
106 (119) Осовик Терентий Герасимович
107 (120) Штурко Акулина Ермолаевна
107 (120) Барч Иван Фрикович
108 (123) Скрипак Николай Александрович
109 (125) Скрипак Пётр Александрович
110 (130) Колесникова Антонина Семёновна
111 (130) Скворцов Афанасий Евдокимович
110 (131) Кузьминский Игнат Назарович
112 (132) ?
113 (133) Литвин Степан Назарович
114 (134) Цибуля Емельян Иванович
115 (135) Бака Федот Иванович
116 (136) Замира Онуфрий Маркович
117 (137) Падалко Семён Дмитриевич
118 (139) Тылупцев Дмитрий Егорович
119 (---) Орисенко Кирилл Иванович

## Население
| 2010 |
| ---- |
| 56   |